# Schoenoplectus nipponicus
Schoenoplectus nipponicus är en halvgräsart som först beskrevs av Tomitaro Makino, och fick sitt nu gällande namn av Jiří Soják. Schoenoplectus nipponicus ingår i släktet sävsläktet, och familjen halvgräs. Inga underarter finns listade i Catalogue of Life.